# Mala Grabovnica (miasto Leskovac)
Mala Grabovnica (cyr. Мала Грабовница) – wieś w Serbii, w okręgu jablanickim, w mieście Leskovac. W 2011 roku liczyła 254 mieszkańców.